# Oscar Tovar
Oscar Tovar Serpa (Conaica, Huancavelica; 25 de octubre de 1923 - Lima, 27 de octubre de 2009) fue un investigador, naturalista, explorador, catedrático peruano. Fue catedrático de la Universidad Nacional Mayor de San Marcos en Lima. En 1955 obtuvo su doctorado con la tesis: "Revisión del género Chuquiraga, en la Universidad Nacional Mayor de San Marcos. Director del Programa Académico (Decano) de Ciencias Biológicas, UNMSM 1971-1976
Director del Instituto de Investigación de Ciencias Biológicas “Antonio Raimondi” ICBAR. 1978-1979. Profesor Emérito de la Universidad Nacional Mayor de San Marcos, desde 1986.

## Algunas publicaciones
- 1956. Botánica: Texto para Segunda Enseñanza. Talleres Gráficos P.L. Villanueva. 1956. 117 pp.
- 1957. Las Gramíneas de Huancavelica: I Parte. Nº 6 de Memorias del Museo de Historia Natural "Javier Prado". 116 pp.
- 1960. Revisión de las especies peruanas del género Calamagrostis. Nº 11: 1-91 de Memorias del Museo de Historia Natural "Javier Prado". 91 pp.
- 1965. Revisión de las especies peruanas del género Poa. Nº 15 de Memorias del Museo de Historia Natural "Javier Prado". 66 pp.
- 1973. Las Comunidades Vegetales de la Reserva Nacional de Vicuñas de Pampa Galeras. Nº 27 de Publicaciones: Botánica. 32 pp.
- 1977. Ecomorfología de algunas Plantas de la Puna Central del Perú.
- 1980. "Piptochaetium juninense O. Tovar et. P. Gutte, eine neue Poaceae aus den Enden Perús. Fedde Repert. 91 (4): 205-208. 1980. Berlín
- 1981. "Two new species of Stipa (Gramineae) from Perú. Phytologia 47 (6): 445-446. 1981. New York
- 1982. Vegetatio Andinae, I. Datos sobre las comunidades Vegetales Altoandinas de los andes Centrales del Perú
- 1983. "Síntesis Biogeográfica de los Andes. Collectanea Botánica 14: 515-521. 1983. Barcelona. (En colaboración)
- 1983. "Potencial Económico de Tuberosas andinas". PROCIENCIA. Asociación colombiana para el Avance de la Ciencia 6: 111-117. 1983. Bogotá.
- 1988. "Revisión de las especies Perúanas del Género Stipa (Gramineae). Opuscula Botánica Pharm. Complutensis 4: 75-106. 1988. Madrid
- 1993. Las Gramíneas Acuáticas de la Amazonía. In: Kahn F. et al. Las Plantas Vasculares en Aguas Continentales del Perú. Instituto Francés de Estudios Andinos 75: 249-285.
- 1993. Las Gramíneas del Perú. Ruizia : RUIZIA, tomo 13. Monografía del Real Jardín Botánico: 1-482. Real Jardín Botánico. Madrid, 480 pp. ISBN 8400073738
- 1994. "Las Gramíneas (Poáceas) del Perú y su Distribución en los Diversos Pisos Bioclimáticos. ACTAS Academia Nacional de Ciencia y Tecnología: 71-79. 1994
- 1998. "Diversidad de las Gramíneas (Poaceas) del Perú". In: G.Halffter. La Diversidad Biológica de Iberoamerica. Vol. III. Act. Zoolog. Mexicana, nueva serie: 117-131
- 2001. Plantas Medicinales del Valle del Mantaro. Consejo Nacional de Ciencia y Tecnología (CONCYTEC). 114 pp. http://issuu.com/oscartovarserpa
- 2009. Notas sobre las especies de los pastizales entre Iquitos y Nauta. Loreto, Perú
- 2010. "Flora Perpetua" Arte y Ciencia botánica de Antonio Raimondi:Tomo III. Antonio Raimondi: Botánico Ilustre: 135-155. Lima. ISBN 978-612-45827-2-1

## Membresías
- Organización para la Flora Neotrópica
- Sociedad Argentina de Botánica
- Sociedad Perúana de Botánica
- Asociación Latinoamericana de Botánica
- Miembro de la Comisión Consultiva Especializada de Ciencias Básicas, Consejo Nacional de Ciencia y Tecnología CONCYTEC
- Sociedad Italo- Andina de Etnomedicina
- Miembro Titular Académico de la Academia Nacional de Ciencia y Tecnología del Perú
- Profesor Emérito de la Universidad Nacional Mayor de San Marcos

## Eponimia
Género
- (Poaceae) Tovarochloa T.D.Macfarl. & But[1]

Especies
- (Asteraceae) Aequatorium tovarii H.Rob. & Cuatrec.[2]
- (Asteraceae) Diplostephium tovarii Cuatrec.[3]
- (Asteraceae) Ferreyranthus tovarii (Cabrera) H.Rob. & Brettell[4]
- (Asteraceae) Nordenstamia tovarii (H.Rob. & Cuatrec.) B.Nord.[5]
- (Bromeliaceae) Puya tovariana L.B.Sm.[6]
- (Gentianaceae) Gentianella tovariana Fabris[7]
- (Geraniaceae) Geranium tovarii Aedo[8]
- (Melastomataceae) Axinea tovarii Wurdack[9]
- (Poaceae) Chusquea tovarii L.G.Clark[10]
- (Poaceae) Piptochaetium tovarii Sánchez Vega[11]
- (Poaceae) Poa tovarii Soreng[12]
- (Portulacaceae) Cistanthe tovarii A.Galán[13]
- (Solanaceae) Capsicum tovarii Eshbaugh, P.G.Sm. & Nickrent[14]
- (Solanaceae) Nolana tovariana Ferreyra[15]
- (Solanaceae) Solanum tovarii S.Knapp[16]